# James Marsden

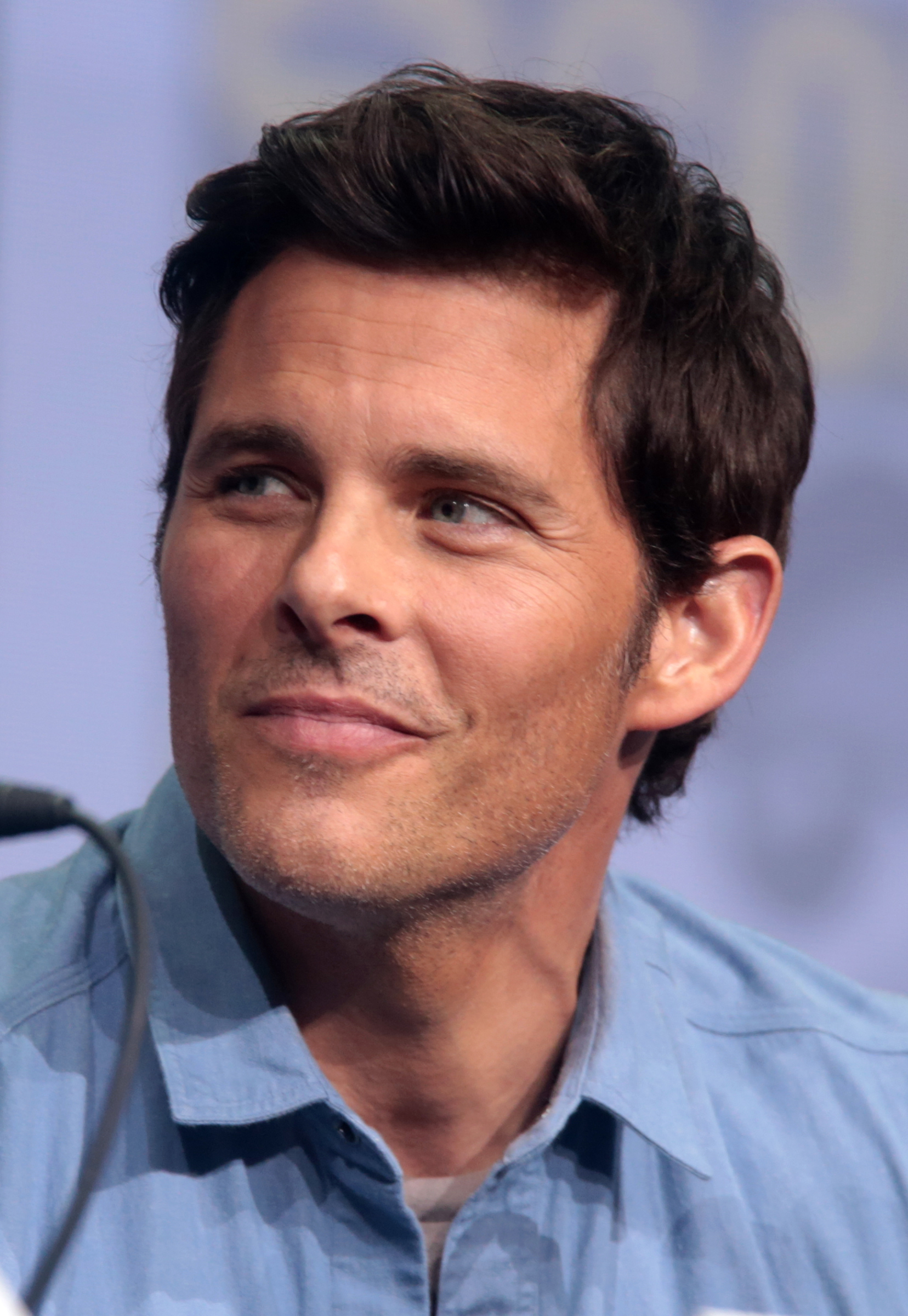
James Marsden bei der Comic-Con in San Diego 2017

James Paul Marsden (* 18. September 1973 in Stillwater, Oklahoma) ist ein US-amerikanischer Schauspieler und Synchronsprecher.

## Leben
Marsden wuchs in Oklahoma City, Oklahoma, auf. Seine Eltern ließen sich scheiden, als er neun Jahre alt war. Marsden hat vier Geschwister: zwei jüngere Schwestern und zwei Brüder. Er besuchte die Hefner Middle School, später die Putnam City North High School in Oklahoma City und anschließend die Oklahoma State University, um dort Fernsehjournalismus zu studieren. Das Studium brach Marsden nach eineinhalb Jahren ab und zog nach Los Angeles, um dort einer Schauspielerkarriere nachzugehen.
Seine erste Rolle hatte Marsden 1993 in dem Fernsehdrama Die Tragödie von Waco. Nach einigen weiteren Rollen in Fernsehserien wie Die Nanny, Party of Five und Ein Hauch von Himmel erhielt er 1998 eine der Hauptrollen in dem Teenager-Horrorfilm Dich kriegen wir auch noch!. Von 2001 bis 2002 war er in der fünften Staffel der erfolgreichen Anwaltsserie Ally McBeal in der Rolle des Anwalts Glenn Foy zu sehen.
Einem breiten Publikum wurde Marsden bekannt durch seine Verkörperung des Cyclops in drei Teilen der X-Men-Verfilmungen. In den nachfolgenden Jahren trat er in Komödien wie Verwünscht und 27 Dresses auf. In der Neuverfilmung des Musicals Hairspray spielte Marsden die Rolle des Showmoderators Corny Collins. Von 2016 bis 2022 war er als Teddy Flood in der HBO-Fernsehserie Westworld zu sehen. In der Dramedy-Fernsehserie Dead to Me trat Marsden von 2019 bis 2022 an der Seite von Christina Applegate und Linda Cardellini in einer Doppelrolle als Steve und Ben Wood auf. In den Videospielverfilmungen Sonic the Hedgehog (2020) und Sonic the Hedgehog 2 (2022) übernahm er ebenso wie in Sonic the Hedgehog 3 (2024) die Rolle des Kleinstadtpolizisten Tom Wachowski. 2020 übernahm Marsden eine tragende Rolle in der Miniserie The Stand – Das letzte Gefecht.
James Marsden heiratete am 22. Juli 2000 die Schauspielerin Mary Elizabeth Lisa Linde, die Tochter des Country-Musik-Komponisten Dennis Linde. Linde reichte am 23. September 2011 die Scheidung ein. Die beiden haben einen Sohn (* 2001) und eine Tochter (* 2005). Danach hatte er eine Beziehung mit Rose Costa, aus der ein Sohn (* 2012) hervorging. Seit 2015 ist Marsden mit der britischen Musikerin Edei liiert.

## Trivia
- In Produktionen zu Anfang seiner Karriere wurde er im Abspann häufig als Jimmy Marsden geführt.
- 1996 hatte sich Marsden neben Schauspielerkollegen wie Matt Damon, Wil Wheaton und Leonardo DiCaprio für die jugendliche Hauptrolle in dem Thriller Zwielicht beworben, die dann an Edward Norton ging.
- Die ihm 1998 angebotene Hauptrolle in dem Filmdrama Studio 54 lehnte er ab, sie wurde schließlich von Ryan Phillippe übernommen.

## Filmografie (Auswahl)

### Als Schauspieler
- 1993: California High School (Saved by the Bell, Fernsehserie, Folge 1x07)
- 1993: Die Tragödie von Waco (Ambush in Waco: In the Line of Duty, Fernsehfilm)
- 1993: Die Nanny (The Nanny, Fernsehserie, 2 Folgen)
- 1994: Mach doch mal den Abwasch Paps (No Dessert, Dad, till You Mow the Lawn)
- 1995: Party of Five (Fernsehserie, Folge 1x22)
- 1995: Ein Hauch von Himmel (Touched by an Angel, Folge 2x05)
- 1996–1997: Tierisch viel Familie (Second Noah, Fernsehserie, 21 Folgen)
- 1996: Taken Away – Eisiges Gefängnis (Gone in a Heartbeat)
- 1997: Campfire Tales
- 1997: Bella Mafia
- 1997: Deep Running – Flucht zu zweit (On the Edge of Innocence)
- 1998: Outer Limits – Die unbekannte Dimension (The Outer Limits, Fernsehserie, Folge 4x08)
- 1998: Dich kriegen wir auch noch! (Disturbing Behavior)
- 2000: Tödliche Gerüchte (Gossip)
- 2000: X-Men
- 2001: Sugar & Spice
- 2001: Zoolander
- 2001–2002: Ally McBeal (Fernsehserie, 13 Folgen)
- 2002: Interstate 60
- 2003: X-Men 2 (X2)
- 2004: Wie ein einziger Tag (The Notebook)
- 2004: The 24th Day
- 2005: Heights
- 2006: X-Men: Der letzte Widerstand (X-Men: The Last Stand)
- 2006: Superman Returns
- 2006: Streets of Philadelphia – Unter Verrätern (10th & Wolf)
- 2006: Alibi – Ihr kleines schmutziges Geheimnis ist bei uns sicher (The Alibi)
- 2007: Verwünscht (Enchanted)
- 2007: Hairspray
- 2008: 27 Dresses
- 2008: Spritztour (Sex Drive)
- 2009: The Box – Du bist das Experiment (The Box)
- 2010: Sterben will gelernt sein (Death at a Funeral)
- 2010: Cats & Dogs: Die Rache der Kitty Kahlohr (Cats & Dogs: The Revenge of Kitty Galore)
- 2011: Modern Family (Fernsehserie, Folge 2x11)
- 2011: Hop – Osterhase oder Superstar? (Hop)
- 2011: Straw Dogs – Wer Gewalt sät (Straw Dogs)
- 2011: Der Vietnamkrieg – Trauma einer Generation (Vietnam in HD)
- 2012: Robot & Frank
- 2012: Die Hochzeit unserer dicksten Freundin (Bachelorette)
- 2012: Small Apartments
- 2012–2013: 30 Rock (Fernsehserie, 13 Folgen)
- 2013: Der Butler (The Butler)
- 2013: 2 Guns
- 2013: Anchorman – Die Legende kehrt zurück (Anchorman 2: The Legend Continues)
- 2014: The Loft
- 2014: Mädelsabend – Nüchtern zu schüchtern! (Walk of Shame)
- 2014: X-Men: Zukunft ist Vergangenheit (X-Men: Days of Future Past)
- 2014: The Best of Me – Mein Weg zu dir (The Best of Me)
- 2014: Red Machine – Hunt or Be Hunted (Into the Grizzly Maze)
- 2015: Big Business: Außer Spesen nichts gewesen (Unfinished Business)
- 2015: The D Train
- 2015: Liebe ohne Krankenschein (Accidental Love)
- 2016–2022: Westworld (Fernsehserie)
- 2019–2022: Dead to Me (Fernsehserie, 28 Folgen)
- 2020: Sonic the Hedgehog
- 2020: Mrs. America (Miniserie)
- 2020–2021: The Stand – Das letzte Gefecht (The Stand, Fernsehserie, 9 Folgen)
- 2022: Sonic the Hedgehog 2
- 2022: Verwünscht nochmal (Disenchanted)
- 2023: Jury Duty (Fernsehserie)
- 2023: A Killer’s Memory (Knox Goes Away)
- 2024: Unfrosted
- 2024: Sonic the Hedgehog 3
- 2025: Paradise (Fernsehserie)

### Als Synchronsprecher
- 1997: Extreme Ghostbusters (Fernsehserie, Folge 1x18)
- 2009: Robot Chicken (Fernsehserie, Folge 4x19) … als Jason Chambers/Lion
- 2010: Cats & Dogs: Die Rache der Kitty Kahlohr … als Diggs
- 2013: Die Legende der Prinzessin Kaguya … als Prince Isthisukiri
- 2014, 2016: Sie nannten ihn Wander (Wonder over Yonder, Fernsehserie, 3 Folgen) … als Sir Brad Starlight
- 2021: Boss Baby – Schluss mit Kindergarten (The Boss Baby: Family Business) … als Tim Templeton / Erzähler
- 2021: My Little Pony: A New Generation
- 2022: Grünes Ei mit Speck (Green Eggs and Ham, Fernsehserie, Folge 2x6) … als Bo